# Polypodiozoa
Classe
Les Polypodiozoaires (Polypodiozoa) sont une classe monotypique d'animaux cnidaires ou éventuellement une sous-classe des Endocnidozoaires.
Elle ne contient qu'une seule espèce : Polypodium hydriforme, un parasite endocytique des œufs d'Acipenseridae ou de Polyodontidae.
Attention, selon les auteurs, la position phylogénétique de Polypodium hydriforme change beaucoup.

## Groupe frère
- classe Hydrozoa ou classe Cubozoa

## Classification
Selon NCBI :
- embranchement Cnidaria
  - classe ...
  - classe Hydrozoa
    - ordre ...
    - ordre Trachylinae
      - sous-ordre ...
      - sous-ordre Narcomedusae
        - famille ...
        - famille Polypodiidae
          - genre Polypodium
            - espèce Polypodium hydriforme

Selon WoRMS :
- embranchement Cnidaria
  - super-classe ...
  - super-classe Hydrozoa
    - classe Polypodiozoa
      - sous-classe Polypodiozoae
        - famille Polypodiidae
          - genre Polypodium
            - espèce Polypodium hydriforme

Selon Catalogue of Life :
- embranchement Cnidaria
  - classe ...
  - classe Hydrozoa
    - ordre ...
    - ordre Narcomedusae
      - famille ...
      - famille Polypodiidae
        - genre Polypodium
          - espèce Polypodium hydriforme

Selon Ruggiero et al. (2015) :
- embranchement Cnidaria
  - sous-embranchement Medusozoa
    - classe ...
      - classe Polypodiozoa
      - ordre ...
      - ordre Polypodiidea
        - famille ...
        - famille Polypodiidae
          - genre Polypodium
            - espèce Polypodium hydriforme